# جيم إيفانز (لاعب دوري الرغبي)
جيم إيفانز (بالإنجليزية: Jim Evans)‏ هو لاعب دوري الرغبي وضابط شرطة أسترالي، ولد في 12 ديسمبر 1929، وتوفي في 13 أغسطس 2013 في Kiama, New South Wales ‏ في أستراليا.